# 倉吉市営関金野球場
倉吉市営関金野球場（くらよししえいせきがねやきゅうじょう）は、鳥取県倉吉市関金町の倉吉市関金総合運動公園内にある野球場。施設は倉吉市が所有し、倉吉市教育振興事業団が指定管理者として運営管理を行っている。
鳥取県を本拠とする社会人野球のクラブチーム・鳥取ペア・キングスが練習拠点として使用している。

## 歴史
当時の関金町で整備が進められていた関金町総合運動公園内に関金町営野球場（せきがねちょうえいやきゅうじょう）として完成。2005年（平成17年）3月、関金町が倉吉市に編入合併したのに伴い、現名称に改称した。

## 施設概要
- 両翼：92m、中堅：120m
- 内野：混合土、外野：天然芝
- 収容人員：－人（メインスタンド：674人、一塁・右翼側、三塁側：芝生）
- スコアボード：磁気反転式（選手名・審判名の部分は手書き式）
- 照明設備：6基
- 身障者トイレあり